# Mura, Lombardiet
Mura är en ort och kommun i provinsen Brescia i regionen Lombardiet i Italien. Kommunen hade 774 invånare (2018).